# Párizsi éghajlatvédelmi egyezmény
A párizsi éghajlatvédelmi egyezmény, vagy pontos fordításban Párizsi Megállapodás (franciául: Accord de Paris) egy, az Egyesült Nemzetek Éghajlatváltozási Keretegyezménye (UNFCCC) tagjai által kötött megállapodás, amely az üvegházhatást okozó gázok kibocsátásának mérséklésével, a globális felmelegedéshez történő alkalmazkodással, valamint annak pénzügyi következményeivel foglalkozik a 2020-as évtől. A megállapodást 195 Részes Fél képviselői tárgyalták a 2015-ös ENSZ klímaváltozási konferencián, majd a konferencia december 12-én elfogadta azt. 2018. szeptemberéig 195 UNFCCC Részes Fél írta alá a megállapodást, melyek közül 185 lett tagja.
A Párizsi Megállapodásban minden Részes Fél maga határozza meg saját hozzájárulást annak érdekében, hogy enyhítse az éghajlatváltozás káros hatásait.

## Tartalom

### Célok
A megállapodás legfőbb céljai a 2. cikkben vannak leírva.
(a) A globális átlaghőmérséklet emelkedésének jóval 2 °C alatt tartása az iparosodás előtti szinthez képest, majd az erőfeszítések folytatásaként a hőmérséklet emelkedésének 1,5 °C alatt tartása az iparosodás előtti szinthez képest, elismerve, hogy ez jelentősen csökkenti az éghajlatváltozás kockázatait és hatásait;

(b) Az éghajlatváltozás kedvezőtlen hatásaihoz történő alkalmazkodás képességének növelése, az éghajlatváltozással szembeni ellenálló képesség, és az alacsony üvegházhatású gázkibocsátással járó fejlődés elősegítése, miközben ezek a folyamatok nem fenyegetik az élelmiszergyártást;

(c) A pénzáramlások következetessé tétele, hogy az alacsony üvegházhatású gázkibocsátással járó és az éghajlattal szemben rugalmas fejlődési lehetőségek felé haladjanak.
Célja továbbá az országoknak, hogy elérjék a globális üveghatású gázok kibocsátásának csúcspontját, amilyen hamar csak lehetséges. (Vagyis a lehető legkevesebb üvegházhatású gázkibocsátást produkálják.) A megállapodás úgy lett jellemezve, mint egy ösztönzője és vezetője a fosszilis üzemanyagok kihasználásának.
A párizsi éghajlatvédelmi egyezmény a világ első átfogó éghajlati megállapodása.

### Országonként meghatározott hozzájárulások

A világ szén-dioxid kibocsátása

A hozzájárulásokat, amelyeket minden egyes országnak meg kellett tennie, hogy közösen elérjék a globális célt, nationally determined contributions-nak (NDCs), magyarul országonként meghatározott hozzájárulásoknak nevezik. A 3. cikk elvárja az államoktól, hogy legyenek "ambiciózusok", "idővel haladást tanúsítsanak", és ezzel "igyekezzenek az egyezmény célját elérni". A hozzájárulásokat ötévenként kell jelenteni, és regisztrálni az UNFCCC titkárságán. Minden későbbi célnak még ambiciózusabbnak kell lennie, mint az előzőnek, a haladás elvén. Az országok együttműködhetnek, és egyesíthetik az országonként meghatározott hozzájárulásaikat.
Az egyes országok által beállított NDC-szintek meghatározzák az adott ország céljait. Azonban a hozzájárulások nem kötik az országokat nemzetközi jogi szempontból. Nem lesz lehetőség kényszeríteni egy országot, hogy kitűzzön egy célt egy adott dátumra, és nem lesz végrehajtás, ha a kitűzött célt nem teljesíti. Csupán egy "name and shame" (magyarul: név és szégyen) rendszer lesz, vagy ahogy Pásztor János, az ENSZ főtitkár-helyettese fogalmazott: egy "name and encourage" (magyarul: név és ösztönzés) terv. Mivel a megállapodás alapján nem jár következménnyel, ha az országok nem teljesítik a hozzájárulásukat, a megegyezés ilyen szempontból gyenge. Több ország kilépése az egyezményből még több kormány visszalépését eredményezheti, a megállapodás pedig ez úton akár össze is omolhat.

### Hatása a globális hőmérsékletre
Az egyezményt tárgyalók szerint az NDC-k és a cél, hogy a globális hőmérséklet-emelkedést 2 °C alatt tartsuk, nem elegendőek, szerintük ehelyett egy 1,5 °C-os célt kéne meghatározni. Aggodalommal jegyezték meg, hogy a jövőbeli becsült összes üvegházhatású gáz-kibocsátás és az NDC-k ismeretében a kitűzött célt nem lehet tartani, ha a kibocsátás 2030-ra 55 gigatonnára növekszik, ahogy azt az előrejelzések mutatják. Állításuk szerint sokkal nagyobb kibocsátás-csökkentő erőfeszítésekre lesz szükség, hogy a hőmérséklet-növekedést 2 °C alatt akarjuk tartani azáltal, hogy a kibocsátást 40 gigatonnára csökkentjük.
2016 első félévében az átlaghőmérsékletek 1,3 °C-kal voltak magasabbak az 1880-as átlagnál.
Amikor az egyezményt már elég ország írta alá ahhoz, hogy annak célját teljesíteni lehessen, 2016. október 5-én Barack Obama, az Amerikai Egyesült Államok elnöke úgy nyilatkozott, hogy ha sikerülne is elérnünk a kitűzött célokat, akkor is csak egy kis részét teljesítenénk annak, amit el akarunk érni. Állítása szerint ez az egyezmény segíteni fog késleltetni vagy megakadályozni a klímaváltozás legrosszabb következményeit, továbbá segíteni fog más nemzeteknek, hogy idővel lecsökkentsék a kibocsátásaikat, és a technológia fejlődésével egyre merészebb célokat tűzzenek ki maguk elé, mindezt egy erős, átlátható rendszerben, amely lehetőséget biztosít minden nemzetnek, hogy értékelje a többi nemzet előrehaladását.

## Tagok és aláírók
2016 decembere óta 194 ország és az Európai Unió írta alá a megállapodást. 185 közülük ratifikálta vagy elfogadta, köztük Kína és India: két ország a négy legtöbb üvegházhatású gázt kibocsátó ország közül.
| Tag vagy aláíró                       | Az üvegházhatású gázok kibocsátásának aránya | Aláírás időpontja    | Ratifikáció vagy megerősítés időpontja | Az egyezmény hatályba lépésének dátuma |
| ------------------------------------- | -------------------------------------------- | -------------------- | -------------------------------------- | -------------------------------------- |
| Afganisztán                           | 0,05%                                        | 2016. április 22.    | 2017. február 15.                      | 2017. március 17.                      |
| Albánia                               | 0,02%                                        | 2016. április 22.    | 2016. szeptember 21.                   | 2016. november 4.                      |
| Algéria                               | 0,30%                                        | 2016. április 22.    | 2016. október 20.                      | 2016. november 19.                     |
| Andorra                               | 0,00%                                        | 2016. április 22.    | 2017. március 24.                      | 2017. április 23.                      |
| Angola                                | 0,17%                                        | 2016. április 22.    | Még nem történt meg                    | Még nem történt meg                    |
| Antigua és Barbuda                    | 0,00%                                        | 2016. április 22.    | 2016. szeptember 21.                   | 2016. november 4.                      |
| Argentína                             | 0,89%                                        | 2016. április 22.    | 2016. szeptember 21.                   | 2016. november 4.                      |
| Ausztrália                            | 1,46%                                        | 2016. április 22.    | 2016. november 9.                      | 2016. december 9.                      |
| Ausztria                              | 0,21%                                        | 2016. április 22.    | 2016. október 5.                       | 2016. november 4.                      |
| Azerbajdzsán                          | 0,13%                                        | 2016. április 22.    | 2017. január 9.                        | 2017. február 8.                       |
| Bahama-szigetek                       | 0,00%                                        | 2016. április 22.    | 2016. augusztus 22.                    | 2016. november 4.                      |
| Bahrein                               | 0,06%                                        | 2016. április 22.    | 2016. december 23.                     | 2017. január 22.                       |
| Banglades                             | 0,27%                                        | 2016. április 22.    | 2016. szeptember 21.                   | 2016. november 4.                      |
| Barbados                              | 0,01%                                        | 2016. április 22.    | 2016. április 22.                      | 2016. november 4.                      |
| Belgium                               | 0,32%                                        | 2016. április 22.    | 2017. április 6.                       | 2017. május 6.                         |
| Belize                                | 0,00%                                        | 2016. április 22.    | 2016. április 22.                      | 2016. november 4.                      |
| Benin                                 | 0,02%                                        | 2016. április 22.    | 2016. október 31.                      | 2016. november 30.                     |
| Bhután                                | 0,00%                                        | 2016. április 22.    | 2017. szeptember 19.                   | 2017. október 19.                      |
| Bissau-Guinea                         | 0,02%                                        | 2016. április 22.    | 2018. október 22.                      | 2018. november 21.                     |
| Bolívia                               | 0,12%                                        | 2016. április 22.    | 2016. október 5.                       | 2016. november 4.                      |
| Bosznia-Hercegovina                   | 0,08%                                        | 2016. április 22.    | 2017. március 16.                      | 2017. április 15.                      |
| Botswana                              | 0,02%                                        | 2016. április 22.    | 2016. november 11.                     | 2016. december 11.                     |
| Brazília                              | 2,48%                                        | 2016. április 22.    | 2016. szeptember 21.                   | 2016. november 4.                      |
| Brunei                                | N/A[b]                                       | 2016. április 22.    | 2016. szeptember 21.                   | 2016. november 4.                      |
| Bulgária                              | 0,15%                                        | 2016. április 22.    | 2016. november 29.                     | 2016. december 29.                     |
| Burkina Faso                          | 0,06%                                        | 2016. április 22.    | 2016. november 11.                     | 2016. december 11.                     |
| Burundi                               | 0,07%                                        | 2016. április 22.    | 2018. január 17.                       | 2018. február 16.                      |
| Chile                                 | 0,25%                                        | 2016. szeptember 20. | 2017. február 10.                      | 2017. március 12.                      |
| Ciprus                                | 0,02%                                        | 2016. április 22.    | 2017. január 4.                        | 2017. február 3.                       |
| Comore-szigetek                       | 0,00%                                        | 2016. április 22.    | 2016. november 23.                     | 2016. december 23.                     |
| Cook-szigetek                         | 0,00%                                        | 2016. június 24.     | 2016. szeptember 1.                    | 2016. november 4.                      |
| Costa Rica                            | 0,03%                                        | 2016. április 22.    | 2016. október 13.                      | 2016. november 12.                     |
| Csád                                  | 0,06%                                        | 2016. április 22.    | 2017. január 12.                       | 2017. február 11.                      |
| Csehország                            | 0,34%                                        | 2016. április 22.    | 2017. október 5.                       | 2017. november 4.                      |
| Dánia[c]                              | 0,15%                                        | 2016. április 22.    | 2016. november 1.                      | 2016. december 1.                      |
| Dél-afrikai Köztársaság               | 1,46%                                        | 2016. április 22.    | 2016. november 1.                      | 2016. december 1.                      |
| Dél-Korea                             | 1,85%                                        | 2016. április 22.    | 2016. november 3.                      | 2016. december 3.                      |
| Dél-Szudán                            | N/A[b]                                       | 2016. április 22.    | Még nem történt meg                    | Még nem történt meg                    |
| Dominikai Közösség                    | 0,00%                                        | 2016. április 22.    | 2016. szeptember 21.                   | 2016. november 4.                      |
| Dominikai Köztársaság                 | 0,07%                                        | 2016. április 22.    | 2017. szeptember 21.                   | 2017. október 21.                      |
| Dzsibuti                              | 0,00%                                        | 2016. április 22.    | 2016. november 11.                     | 2016. december 11.                     |
| Ecuador                               | 0,67%                                        | 2016. július 26.     | 2017. szeptember 20.                   | 2017. október 20.                      |
| Egyenlítői-Guinea                     | N/A[b]                                       | 2016. április 22.    | 2018. október 30.                      | 2018. november 29.                     |
| Egyesült Arab Emírségek               | 0,53%                                        | 2016. április 22.    | 2016. szeptember 21.                   | 2016. november 4.                      |
| Egyesült Királyság                    | 1,55%                                        | 2016. április 22.    | 2016. november 18.                     | 2016. december 18.                     |
| Egyiptom                              | 0,52%                                        | 2016. április 22.    | 2017. június 29.                       | 2017. július 29.                       |
| Elefántcsontpart                      | 0,73%                                        | 2016. április 22.    | 2016. október 25.                      | 2016. november 24.                     |
| Eritrea                               | 0,01%                                        | 2016. április 22.    | Még nem történt meg                    | Még nem történt meg                    |
| Észak-Korea                           | 0,23%                                        | 2016. április 22.    | 2016. augusztus 1.                     | 2016. november 4.                      |
| Észtország                            | 0,06%                                        | 2016. április 22.    | 2016. november 4.                      | 2016. december 4.                      |
| Etiópia                               | 0,13%                                        | 2016. április 22.    | 2017. március 9.                       | 2017. április 8.                       |
| Európai Unió                          | N/A[d]                                       | 2016. április 22.    | 2016. október 5.                       | 2016. november 4.                      |
| Fehéroroszország                      | 0,24%                                        | 2016. április 22.    | 2016. szeptember 21.                   | 2016. november 4.                      |
| Fidzsi-szigetek                       | 0,01%                                        | 2016. április 22.    | 2016. április 22.                      | 2016. november 4.                      |
| Finnország                            | 0,17%                                        | 2016. április 22.    | 2016. november 14.                     | 2016. december 14.                     |
| Franciaország                         | 1,34%                                        | 2016. április 22.    | 2016. október 5.                       | 2016. november 4.                      |
| Fülöp-szigetek                        | 0,34%                                        | 2016. április 22.    | 2017. március 23.                      | 2017- április 22.                      |
| Gabon                                 | 0,02%                                        | 2016. április 22.    | 2016. november 2.                      | 2016. december 2.                      |
| Gambia                                | 0,05%                                        | 2016. április 26.    | 2016. november 7.                      | 2016. december 7.                      |
| Ghána                                 | 0,09%                                        | 2016. április 22.    | 2016. szeptember 21.                   | 2016. november 4.                      |
| Görögország                           | 0,28%                                        | 2016. április 22.    | 2016. október 14.                      | 2016. november 13.                     |
| Grenada                               | 0,00%                                        | 2016. április 22.    | 2016. április 22.                      | 2016. november 4.                      |
| Grúzia                                | 0,03%                                        | 2016. április 22.    | 2017. május 8.                         | 2017. június 7.                        |
| Guatemala                             | 0,04%                                        | 2016. április 22.    | 2017. január 25.                       | 2017. február 24.                      |
| Guinea                                | 0,01%                                        | 2016. április 22.    | 2016. szeptember 21.                   | 2016. november 4.                      |
| Guyana                                | 0,01%                                        | 2016. április 22.    | 2016. május 20.                        | 2016. november 4.                      |
| Haiti                                 | 0,02%                                        | 2016. április 22.    | 2017. július 31.                       | 2017. augusztus 30.                    |
| Hollandia                             | 0,53%[e]                                     | 2016. április 22.    | 2017. július 28.                       | 2017. augusztus 27.                    |
| Honduras                              | 0,03%                                        | 2016. április 22.    | 2016. szeptember 21.                   | 2016. november 4.                      |
| Horvátország                          | 0,07%                                        | 2016. április 22.    | 2017. május 24.                        | 2017. június 23.                       |
| India                                 | 4,10%                                        | 2016. április 22.    | 2016. október 2.                       | 2016. november 4.                      |
| Indonézia                             | 1,49%                                        | 2016. április 22.    | 2016. október 31.                      | 2016. november 30.                     |
| Irak                                  | 0,20%                                        | 2016. december 8.    | Még nem történt meg                    | Még nem történt meg                    |
| Irán                                  | 1,30%                                        | 2016. április 22.    | Még nem történt meg                    | Még nem történt meg                    |
| Írország                              | 0,16%                                        | 2016. április 22.    | 2016. november 4.                      | 2016. december 4.                      |
| Izland                                | 0,01%                                        | 2016. április 22.    | 2016. szeptember 21.                   | 2016. november 4.                      |
| Izrael                                | 0,20%                                        | 2016. április 22.    | 2016. november 22.                     | 2016. december 22.                     |
| Jamaica                               | 0,04%                                        | 2016. április 22.    | 2017. április 10.                      | 2017. május 10.                        |
| Japán                                 | 3,79%                                        | 2016. április 22.    | 2016. november 8.                      | 2016. december 8.                      |
| Jemen                                 | 0,07%                                        | 2016. szeptember 23. | Még nem történt meg                    | Még nem történt meg                    |
| Jordánia                              | 0,07%                                        | 2016. április 22.    | 2016. november 4.                      | 2016. december 4.                      |
| Kanada                                | 1,95%                                        | 2016. április 22.    | 2016. október 5.                       | 2016. november 4.                      |
| Kambodzsa                             | 0,03%                                        | 2016. április 22.    | 2017. február 6.                       | 2017. március 8.                       |
| Kamerun                               | 0,45%                                        | 2016. április 22.    | 2016. július 29.                       | 2016. november 4.                      |
| Katar                                 | 0,17%                                        | 2016. április 22.    | 2017. június 23.                       | 2017. július 23.                       |
| Kazahsztán                            | 0,84%                                        | 2016. augusztus 2.   | 2016. december 6.                      | 2017. január 5.                        |
| Kelet-Timor                           | 0,00%                                        | 2016. április 22.    | 2017. augusztus 16.                    | 2017. szeptember 15.                   |
| Kenya                                 | 0,06%                                        | 2016. április 22.    | 2016. december 28.                     | 2017. január 27.                       |
| Kína[f]                               | 20,09%                                       | 2016. április 22.    | 2016. szeptember 3.                    | 2016. november 4.                      |
| Kirgizisztán                          | 0,03%                                        | 2016. szeptember 21. | Még nem történt meg                    | Még nem történt meg                    |
| Kiribati                              | 0,00%                                        | 2016. április 22.    | 2016. szeptember 21.                   | 2016. november 4.                      |
| Kolumbia                              | 0,41%                                        | 2016. április 22.    | 2018. július 12.                       | 2018. augusztus 11.                    |
| Kongói Demokratikus Köztársaság       | 0,06%                                        | 2016. április 22.    | 2017. december 13.                     | 2018. január 12.                       |
| Kongói Köztársaság                    | 0,01%                                        | 2016. április 22.    | 2017. április 21.                      | 2017. május 21.                        |
| Közép-afrikai Köztársaság             | 0,01%                                        | 2016. április 22.    | 2016. október 11.                      | 2016. november 10.                     |
| Kuba                                  | 0,10%                                        | 2016. április 22.    | 2016. december 28.                     | 2017. január 27.                       |
| Kuvait                                | 0,09%                                        | 2016. április 22.    | 2018. április 23.                      | 2018. május 23.                        |
| Laosz                                 | 0,02%                                        | 2016. április 22.    | 2016. szeptember 7.                    | 2016. november 4.                      |
| Lengyelország                         | 1,06%                                        | 2016. április 22.    | 2016. október 7.                       | 2016. november 6.                      |
| Lettország                            | 0,03%                                        | 2016. április 22.    | 2017. március 16.                      | 2017. április 15.                      |
| Lesotho                               | 0,01%                                        | 2016. április 22.    | 2017. január 20.                       | 2017. február 19.                      |
| Libanon                               | 0,07%                                        | 2016. április 22.    | Még nem történt meg                    | Még nem történt meg                    |
| Libéria                               | 0,02%                                        | 2016. április 22.    | 2018. augusztus 27.                    | 2018. szeptember 26.                   |
| Líbia                                 | N/A[b]                                       | 2016. április 22.    | Még nem történt meg                    | Még nem történt meg                    |
| Liechtenstein                         | 0,00%                                        | 2016. április 22.    | 2017. szeptember 20.                   | 2017. október 20.                      |
| Litvánia                              | 0,05%                                        | 2016. április 22.    | 2017. február 2.                       | 2017. március 4.                       |
| Luxemburg                             | 0,03%                                        | 2016. április 22.    | 2016. november 4.                      | 2016. december 4.                      |
| Észak-Macedónia                       | 0,03%                                        | 2016. április 22.    | 2018. január 9.                        | 2018. február 8.                       |
| Madagaszkár                           | 0,08%                                        | 2016. április 22.    | 2016. szeptember 21.                   | 2016. november 4.                      |
| Magyarország                          | 0,15%                                        | 2016. április 22.    | 2016. október 5.                       | 2016. november 4.                      |
| Malajzia                              | 0,52%                                        | 2016. április 22.    | 2016. november 16.                     | 2016. december 16.                     |
| Malawi                                | 0,07%                                        | 2016. szeptember 20. | 2017. június 29.                       | 2017. július 29.                       |
| Maldív-szigetek                       | 0,00%                                        | 2016. április 22.    | 2016. április 22.                      | 2016. november 4.                      |
| Mali                                  | 0,03%                                        | 2016. április 22.    | 2016. szeptember 23.                   | 2016. november 4.                      |
| Málta                                 | 0,01%                                        | 2016. április 22.    | 2016. október 5.                       | 2016. november 4.                      |
| Marokkó                               | 0,16%                                        | 2016. április 22.    | 2016. szeptember 21.                   | 2016. november 4.                      |
| Marshall-szigetek                     | 0,00%                                        | 2016. április 22.    | 2016. április 22.                      | 2016. november 4.                      |
| Mauritánia                            | 0,02%                                        | 2016. április 22.    | 2017. február 27.                      | 2017. március 29.                      |
| Mauritius                             | 0,01%                                        | 2016. április 22.    | 2016. április 22.                      | 2016. november 4.                      |
| Mexikó                                | 1,70%                                        | 2016. április 22.    | 2016. szeptember 21.                   | 2016. november 4.                      |
| Mianmar                               | 0,10%                                        | 2016. április 22.    | 2017. szeptember 19.                   | 2017. október 19.                      |
| Mikronézia                            | 0,00%                                        | 2016. április 22.    | 2016. szeptember 15.                   | 2016. november 4.                      |
| Moldova                               | 0,04%                                        | 2016. szeptember 21. | 2017. június 20.                       | 2017. július 20.                       |
| Monaco                                | 0,00%                                        | 2016. április 22.    | 2016. október 24.                      | 2016. november 23.                     |
| Mongólia                              | 0,05%                                        | 2016. április 22.    | 2016. szeptember 21.                   | 2016. november 4.                      |
| Montenegró                            | 0,01%                                        | 2016. április 22.    | 2017. december 20.                     | 2018. január 19.                       |
| Mozambik                              | 0,02%                                        | 2016. április 22.    | 2018. június 4.                        | 2018. július 4.                        |
| Namíbia                               | 0,01%                                        | 2016. április 22.    | 2016. szeptember 21.                   | 2016. november 4.                      |
| Nauru                                 | 0,00%                                        | 2016. április 22.    | 2016. április 22.                      | 2016. november 4.                      |
| Németország                           | 2,56%                                        | 2016. április 22.    | 2016. október 5.                       | 2016. november 4.                      |
| Nepál                                 | 0,07%                                        | 2016. április 22.    | 2016. október 5.                       | 2016. november 4.                      |
| Nicaragua                             | 0,03%                                        | Még nem írta alá     | 2017. október 23.                      | 2017. november 22.                     |
| Niger                                 | 0,04%                                        | 2016. április 22.    | 2016. szeptember 21.                   | 2016. november 4.                      |
| Nigéria                               | 0,57%                                        | 2016. szeptember 22. | 2017. május 17.                        | 2017. június 15.                       |
| Niue                                  | 0,01%                                        | 2016. október 28.    | 2016. október 28.                      | 2016. november 27.                     |
| Norvégia                              | 0,14%                                        | 2016. április 22.    | 2016. június 20.                       | 2016. november 4.                      |
| Olaszország                           | 1,18%                                        | 2016. április 22.    | 2016. november 11.                     | 2016. december 11.                     |
| Omán                                  | 0,06%                                        | 2016. április 22.    | Még nem történt meg                    | Még nem történt meg                    |
| Örményország                          | 0,02%                                        | 2016. szeptember 20. | 2017. március 23.                      | 2017. április 22.                      |
| Oroszország                           | 7,53%                                        | 2016. április 22.    | Még nem történt meg                    | Még nem történt meg                    |
| Pakisztán                             | 0,43%                                        | 2016. április 22.    | 2016. november 10.                     | 2016. december 10.                     |
| Palau                                 | 0,00%                                        | 2016. április 22.    | 2016. április 22.                      | 2016. november 4.                      |
| Palesztina                            | N/A[g]                                       | 2016. április 22.    | 2016. április 22.                      | 2016. november 4.                      |
| Panama                                | 0,03%                                        | 2016. április 22.    | 2016. szeptember 21.                   | 2016. november 4.                      |
| Pápua Új-Guinea                       | 0,01%                                        | 2016. április 22.    | 2016. szeptember 21.                   | 2016. november 4.                      |
| Paraguay                              | 0,06%                                        | 2016. április 22.    | 2016. október 14.                      | 2016. november 13.                     |
| Peru                                  | 0,22%                                        | 2016. április 22.    | 2016. július 25.                       | 2016. november 4.                      |
| Portugália                            | 0,18%                                        | 2016. április 22.    | 2016. október 5.                       | 2016. november 4.                      |
| Románia                               | 0,30%                                        | 2016. április 22.    | 2017. június 1.                        | 2017. július 1.                        |
| Ruanda                                | 0,02%                                        | 2016. április 22.    | 2016. október 6.                       | 2016. november 5.                      |
| Saint Kitts és Nevis                  | 0,00%                                        | 2016. április 22.    | 2016. április 22.                      | 2016. november 4.                      |
| Saint Lucia                           | 0,00%                                        | 2016. április 22.    | 2016. április 22.                      | 2016. november 4.                      |
| Saint Vincent és a Grenadine-szigetek | 0,00%                                        | 2016. április 22.    | 2016. június 29.                       | 2016. november 4.                      |
| Salamon-szigetek                      | 0,00%                                        | 2016. április 22.    | 2016. szeptember 21.                   | 2016. november 4.                      |
| Salvador                              | 0,03%                                        | 2016. április 22.    | 2017. március 27.                      | 2017. április 26.                      |
| San Marino                            | 0,00%                                        | 2016. április 22.    | 2018. szeptember 26.                   | 2018. október 26.                      |
| São Tomé és Príncipe                  | 0,00%                                        | 2016. április 22.    | 2016. november 2.                      | 2016. december 2.                      |
| Seychelle-szigetek                    | 0,00%                                        | 2016. április 25.    | 2016. április 29.                      | 2016. november 4.                      |
| Sierra Leone[h]                       | 0,98%                                        | 2016. szeptember 22. | 2016. november 1.                      | 2016. december 1.                      |
| Spanyolország                         | 0,87%                                        | 2016. április 22.    | 2017. január 12.                       | 2017. február 11.                      |
| Srí Lanka                             | 0,05%                                        | 2016. április 22.    | 2016. szeptember 21.                   | 2016. november 4.                      |
| Suriname                              | 0,01%                                        | 2016. április 22.    | 2019. február 13.                      | 2019. március 15.                      |
| Svájc                                 | 0,14%                                        | 2016. április 22.    | 2017. október 6.                       | 2017. november 5.                      |
| Svédország                            | 0,15%                                        | 2016. április 22.    | 2016. október 13.                      | 2016. november 12.                     |
| Szamoa                                | 0,00%                                        | 2016. április 22.    | 2016. április 22.                      | 2016. november 4.                      |
| Szaúd-Arábia                          | 0,80%                                        | 2016. november 3.    | 2016. november 3.                      | 2016. december 3.                      |
| Szenegál                              | 0,05%                                        | 2016. április 22.    | 2016. szeptember 21.                   | 2016. november 4.                      |
| Szerbia                               | 0,18%                                        | 2016. április 22.    | 2017. július 25.                       | 2017. augusztus 24.                    |
| Szingapúr                             | 0,13%                                        | 2016. április 22.    | 2016. szeptember 21.                   | 2016. november 4.                      |
| Szíria                                | 0,21%                                        | Még nem írta alá     | 2017. november 13.                     | 2017. december 13.                     |
| Szlovákia                             | 0,12%                                        | 2016. április 22.    | 2016. október 5.                       | 2016. november 4.                      |
| Szlovénia                             | 0,05%                                        | 2016. április 22.    | 2016. december 16.                     | 2017. január 15.                       |
| Szomália                              | N/A[b]                                       | 2016. április 22.    | 2016. április 22.                      | 2016. november 4.                      |
| Szudán                                | 0,18%                                        | 2016. április 22.    | 2017. augusztus 2.                     | 2017. szeptember 1.                    |
| Szváziföld                            | 0,05%                                        | 2016. április 22.    | 2016. szeptember 21.                   | 2016. november 4.                      |
| Tádzsikisztán                         | 0,02%                                        | 2016. április 22.    | 2017. március 22.                      | 2017. április 21.                      |
| Tanzánia                              | 0,11%                                        | 2016. április 22.    | 2018. május 18.                        | 2018. június 17.                       |
| Thaiföld                              | 0,64%                                        | 2016. április 22.    | 2016. szeptember 21.                   | 2016. november 4.                      |
| Togo                                  | 0,02%                                        | 2016. szeptember 19. | 2017. június 28.                       | 2017. július 28.                       |
| Tonga                                 | 0,00%                                        | 2016. április 22.    | 2016. szeptember 21.                   | 2016. november 4.                      |
| Törökország                           | 1,24%                                        | 2016. április 22.    | Még nem történt meg                    | Még nem történt meg                    |
| Trinidad és Tobago                    | 0,04%                                        | 2016. április 22.    | 2018. február 22.                      | 2018. március 24.                      |
| Tunézia                               | 0,11%                                        | 2016. április 22.    | 2017. február 10.                      | 2017. március 12.                      |
| Türkmenisztán                         | 0,20%                                        | 2016. szeptember 23. | 2016. október 20.                      | 2016. november 19.                     |
| Tuvalu                                | 0,00%                                        | 2016. április 22.    | 2016. április 22.                      | 2016. november 4.                      |
| Uganda                                | 0,07%                                        | 2016. április 22.    | 2016. szeptember 21.                   | 2016. november 4.                      |
| Új-Zéland[i]                          | 0,22%                                        | 2016. április 22.    | 2016. október 4.                       | 2016. november 4.                      |
| Ukrajna                               | 1,04%                                        | 2016. április 22.    | 2016. szeptember 19.                   | 2016. november 4.                      |
| Uruguay                               | 0,05%                                        | 2016. április 22.    | 2016. október 19.                      | 2016. november 18.                     |
| Üzbegisztán                           | 0,54%                                        | 2017. április 19.    | 2018. november 9.                      | 2018. december 9.                      |
| Vanuatu                               | 0,00%                                        | 2016. április 22.    | 2016. szeptember 21.                   | 2016. november 4.                      |
| Venezuela                             | 0,52%                                        | 2016. április 22.    | 2017. július 21.                       | 2017. augusztus 20.                    |
| Vietnám                               | 0,72%                                        | 2016. április 22.    | 2016. november 3.                      | 2016. december 3.                      |
| Zambia                                | 0,04%                                        | 2016. szeptember 20. | 2016. december 9.                      | 2017. január 8.                        |
| Zimbabwe                              | 0,18%                                        | 2016. április 22.    | 2017. augusztus 7.                     | 2017. szeptember 6.                    |
| Zöld-foki Köztársaság                 | 0,00%                                        | 2016. április 22.    | 2017. szeptember 21.                   | 2017. október 21.                      |
| Összesen                              | 99,99%                                       | 195                  | 185                                    | 185                                    |

Jelenleg összesen 16 olyan ország van, amely aláírta, de nem ratifikálta az egyezményt.

### Nem tag és nem aláíró ország
| Ország  | UNFCCC tagság | Jegyzetek |
| ------- | ------------- | --- |
| Vatikán | megfigyelő    | A Vatikán nem írhatja alá az egyezményt, amíg nem válik az UNFCCC teljes tagjává. 2015-ben Bernardito Auza kijelentette, hogy a Vatikán szándékozik az UNFCCC teljes tagjává válni, hogy aláírhassa a párizsi egyezményt. |

### Kilépő
A megállapodás 28. cikke lehetővé teszi a tagoknak, hogy kilépjenek, ha az országban az egyezmény már három éve hatályba lépett. A kilépés ezen felül egy évet vesz igénybe.
2017. június 1-jén az Amerikai Egyesült Államok elnöke, Donald Trump bejelentette, hogy az USA kilép a megállapodásól, amely 2016. november 4-én lépett életbe az országban, így a 28. cikk értelmében 2020. november 4-én történhetett meg a kilépés.
Pár nappal Trump bejelentése után Hawaii törvénybe iktatta a Párizsi Megállapodás elveit, első szövetségi államként követve azokat. Mivel 2017. novemberében Nicaragua és Szíria is bejelentette, hogy csatlakozni kívánnak a megállapodáshoz, az Amerikai Egyesült Államok maradt az egyetlen olyan ország a Földön, amely elutasítja azt.
2021-ben Joe Biden elnök a beiktatása napján elnöki rendelettel visszaléptette az Egyesült Államokat a megállapodásba.
2025-ben Trump, második beiktatása idején újra bejelentette országa kilépését.

## Fordítás
- Ez a szócikk részben vagy egészben  a   Paris Agreement című angol Wikipédia-szócikk ezen változatának fordításán alapul.  Az eredeti cikk szerkesztőit annak laptörténete sorolja fel. Ez a jelzés csupán a megfogalmazás eredetét és a szerzői jogokat jelzi, nem szolgál a cikkben szereplő információk forrásmegjelöléseként.